# أنظمة تشغيل ماكينتوش
ماك أو إس (بالإنجليزية: Mac OS) هو سلسلة من أنظمة التشغيل المبنية على واجهات المستخدم الرسومية والمطور بواسطة شركة أبل (عرفت فيما سبق بشركة أبل كمبيوتر المحدودة) لتعمل على أجهزة حواسيب ماكنتوش الخاصة بالشركة ذاتها. بدأ تسمية نظام تشغيل ماك أو إس في البداية تحت اسم نظام , بداية من أول إصدار وحتى الإصدار السابع ثم تم تسميته ماك أو إس.

## الإصدارات
الإصدارات الأولي من ماك أو إس كانت متوافقة فقط مع أجهزة ماكنتوش المبينة على المعالج الدقيق موتورولا 68000. بعدها قدمت أبل حواسب بعتاد باور بي سي وطورت النظام ليدعم المعمارية الخاصة بالعتاد الجديد.
كان إصدار ماك أو إس 8.1 هو آخر إصدار يدعم سلسلة المعالجات الدقيقة 68000 من موتورولا وآخرها موتورولا 68040. بعدها أصدرت أبل ماك أو إس عشرة ليحل محل الماك أو إس الكلاسيكى، وكان لا يدعم إلا عتاد باور بي سي منذ الإصدار 10.0 وحتى الإصدار 10.3. تم إضافة دعم لمعالجات إنتل بداية من الإصدار 10.4 (عن طريق تحديث للنظام) والإصدار 10.5 حيث كان كلا النظامين يدعم معالجات إنتل وباور بي سي في نفس الوقت. بداية من الإصدار 10.6 فما أعلى أصبحت معالجات إنتل فقط هي المدعومة لتعمل على أجهزة ماكنتوش بنظام ماك أو إس عشرة.
الإصدارات الأولي من نظام ماك كانت تتكون تطبيقين، الأول كان يسمي بـ«النظام» والثاني كان يسمي بـ«الباحث (بالإنجليزية: Finder)», وكل تطبيق كان له رقم الإصدار الخاص به. في نسخة النظام 7.5.1 تم تقديم شعار ماك أو إس لأول مرة، وفي الإصدار 7.6 قدمت أبل لأول مرة النظام تحت اسم «ماك أو إس» استعداداً ليصبح الاسم الجديد لنظامها بداية من الإصدار 8.

### ماك أو إس «الكلاسيكي» (1984-2001)
كان ماك أو إس الكلاسيكي مشهوراً بخلوه تماماً من واجهة سطر الأوامر، فقد كان النظام يعمل بالكامل على واجهة المستخدم الرسومية. كانت إصدارات النظام حتى النسخة 4 تدعم تشغيل تطبيق واحد فقط في نفس الوقت، بداية من الإصدار 5 أصبح النظام يدعم تعدد المهام والذي كان يعمل على حاسب ماكنتوش الإصدار الثاني وماكنتوش 2. تم انتقاد النظام بسبب الإدارة المحدودة جداً للذاكرة، عدم وجود حماية للذاكرة وحساسية النظام للمشاكل المتعلقة ب«إضافات النظام (بالإنجليزية: Mac OS Extensions)» والتي تضيف وظائف ومهام أكثر للنظام (مثل: استخدام الشبكات) أو دعم لجهاز ملحق معين. بعض الإضافات كانت لا تعمل معاً بشكل سليم أو تعمل فقط إذا تم تشغيلها بترتيب ووضع معين. كأن حل مشاكل الإضافات حينها إهدار كبير للوقت عن طريق التجربة والخطأ.
استخدم الماك في البداية نظام ملفات ماكنتوش (بالإنجليزية: MFS اختصاراً ل Macintosh File System) وكان نظام ملفات بسيط يدعم مستوى واحد من المجلدات، تم استبدال النظام سريعا في 1985 بنظام أكثر تطورا وهو نظام الملفات الهرمى (بالإنجليزية: HFS اختصارا ل Hierarchical File System) والذي كان يدعم فعلياً نظام المجلدات والتفرعات اللانهائية. كلا نظامى التشغيل كانا مدعومين.
أغلب أنظمة الملفات المستخدمة مع الدوس، اليونكس أو أنظمة التشغيل الأخرى تتعامل مع الملف على أنه تسلسل من البايتيات، متطلبة من أي تطبيق أن يعرف أي بايتات تمثل أي نوع من المعلومات، كلا النظامين «نظام ملفات ماكنتوش» و«نظام الملفات الهرمى» أعطوا تفرعين للملفات. تفرع البيانات يحتوى على نفس شكل المعلومات مثل باقى الأنظمة، مثلا النص الموجود في مستند أو النقاط المكونة للصورة في ملف صورة. تفرع المصدر يحتوى على بيانات مهيكلة لأخرى مثل تعريفات القوائم، الرسوم، الأصوات أو قطاعات النص البرمجى. قد يحتوى الملف على تفرع بيانات بدون تفرع المصدر أو قد يحتوى على تفرع المصدر يدون تفرع البيانات. ملف معالج نصوص قد يحتوى على النص في تفرع البيانات ويحتوى على بيانات التحرير وألوان النصوص وأحجامها في تفرع المصدر وبالتالى إذا وجد تطبيق غير قادر على قراءة تفرع المصدر فما زال سيقرأ النص الخام من تفرع البيانات.
الوجه الآخر للعملة هو كيف يمكن مشاركة هذه الملفات بتفرعاتها الثنائية بين الحواسب المختلفة، إرسالها في بريد إلكترونى أو نقلها من حاسب ماك إلى حاسب غير ماك وبالتالى يتم حفظ بيانات غير أساسية في شوكة المصدر مثل حجم النافذة أو مكان الملف على واسطة التخزين وباقى البيانات تخزن في تفرع البيانات.

### أو إس 10
ماك أو إس 10 أو كما تم إعادة تسميته عام 2012 إلى أو إس 10 هو أحدث جيل من نظام تشغيل ماك أو إس، وبالرغم من أنه يحمل رقم 10 إلا أن له تاريخ مستقل عن كل الإصدارات السابقة من نظام الماك.
أو إس 10 أو كما يطلق عليه أو إس إكس (حيث ترمز الإكس إلى الرقم 10 في الترقيم الرومانى) هو أساس ونواة نظام تشغيل آي أو إس (بالإنجليزية: iOS) والذي تعمل عليه أجهزة الآيفون، آيباد وآيبود (النسخة اللمسية)

## استنساخ الماك

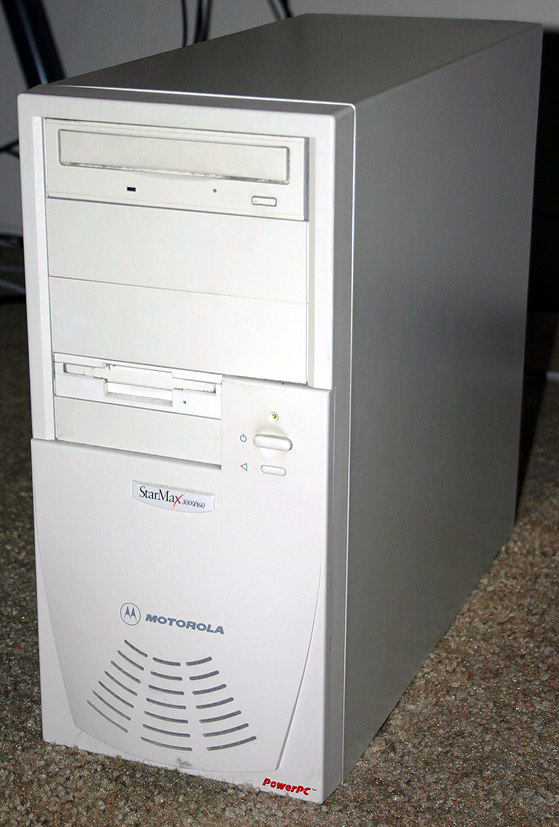
حاسب موتورولا ستارماكس أحد استنساخات الماك

العديد من صانعى الحواسب على مر السنين قاموا باستنساخ أجهزة ماك قادرة على تشغيل نظام تشغيل ماك أو إس وخصوصا شركات باوركمبيوتنج، يوماكس وموتورولا. هذه الأجهزة كانت تأتى بإصدارات مختلفة من ماك أو إس الكلاسيكى، قام ستيف جوبز بإنهاء ترخيص استنساخ الماك عند عودته لشركة أبل عام 1997.

## ماك أو إس على غير أجهزة أبل الرسمية
رغم أنها مخالفة لترخيص البرمجيات احتكارية أن يتم تشغيل نظام ماك أو إس على غير أجهزة أبل الرسمية إلا أن ذلك ممكن عن طريق عدة طرق. إذا كان معالج الحاسب من سلسلة كور 2 ديو أو أعلى فإن نواة نظام الماك الرسمية (بالإنجليزية: mach_kernel) مناسبة، أما إذا كان المعالج من سلسلة إنتل آتوم فيتم استخدام نواة أخرى مصنوعة بواسطة الهاكرز لتدعم المعالج (معروفة باسم: Legacy Kernel)، أيضا توجد نواة لتشغيل النظام على معالجات سلسلة إنتل بنتيوم 4 الأخيرة.
يتم تنصيب نظام الماك على أجهزة الحاسب الغير مصنوعة بواسطة أبل عن طريق ذاكرة فلاش ليقوم بعمل محاكاة لنظام إقلاع الماك ثم يتم تنصيب النظام عن طريق أدوات مساعدة ساهم الآلاف الهاكرز في تطويرها منذ بدء مشروع الهاكنتوش، بعد تنصيب النظام يتم استخدام ذاكرة الفلاش مرة أخرى لمساعدة نظام الماك لأول مرة على الإقلاع ثم من داخل نظام الماك نفسه يتم تنصيب مساعد إقلاع (بالإنجليزية: Bootloader) حتى لا يحتاج المستخدم لذاكرة الفلاش مرة أخرى ومساعدات الإقلاع تقوم بعملية محاكاة الإقلاع كما يحدث في حواسب الماك الرسمية حتى يعمل النظام بشكل ثابت وجنبا إلى جنب إلى نظام ويندوز.